# Terremoto di Soncino del 1802
Il terremoto di Soncino o della Valle dell'Oglio fu un evento sismico avvenuto il 12 maggio 1802, con intensità pari a 8÷9 gradi della scala Mercalli.

## Il sisma
Una prima scossa fu avvertita il giorno precedente, l'11 maggio verso le 18, con abbassamento del livello delle acque nei pozzi e presenza di odore di zolfo.
La scossa principale avvenne il giorno 12 verso le ore 9,30 e il suo epicentro viene posto nella media valle dell'Oglio nei dintorni della città di Soncino, interessando una ventina di paesi. La scossa fu avvertita distintamente anche a Lodi, Cremona e Brescia. Altre scosse si susseguirono fino al 24 giugno dello stesso anno.

## Effetti
(Giambattista Della Volta, 1802)
A Orzinuovi si ebbero i danni maggiori con danni su 400 degli oltre 500 edifici del centro abitato. Si ebbero crolli nelle chiese di San Domenico, di San Francesco, nella chiesa della Madonna, nell'ospedale dei Poveri e nel convento di Santa Chiara.
A Soncino si rilevarono danni alla chiesa parrocchiale, alla chiesa di San Giacomo, alla chiesa di Santa Maria delle Grazie, con il crollo di un'arcata, alla chiesa di San Bernardo, cui danni ad una parte del campanile. A Soncino si ebbero anche 2 morti (oppure 2 feriti molto gravi). Baracche di legno improvvisate accolsero la popolazione che si dedicò a pratiche devozionali e penitenziali. Danni furono rilevati anche nella frazione di Gallignano e nel comune di Ticengo.
A Romanengo crollò la chiesa parrocchiale, tanto che venne ricostruita ex novo dopo pochi anni.
Si ebbero danni anche a Crema, con fenditure e crepe nella Cattedrale, nell'Arco del Torrazzo, nella chiesa di San Bernardino degli Osservanti; crolli al campanile del santuario di Santa Maria delle Grazie, le cappelle della basilica di Santa Maria della Croce furono scoperchiate.
Una fenditura si ebbe nel territorio di Credera Rubbiano con fuoriuscita di abbondante acqua.
Il governo della Repubblica Italiana decise  di destinare ai vari comuni dell’area danneggiata lire milanesi 150.000 complessive, che furono affidate a Gian Battista della Volta.